# Natação nos Jogos Olímpicos de Verão da Juventude de 2010 - 400 m livre masculino
As provas dos 400 metros livre masculino da natação nos Jogos Olímpicos de Verão da Juventude de 2010 foram realizadas no dia 15 de agosto, na Escola dos Desportos, em Cingapura. 29 nadadores estavam inscritos neste evento.

## Medalhistas
| Ouro   | CHN Dai Jun           |
| Prata  | RSA Chad le Clos      |
| Bronze | VEN Cristian Quintero |

## Eliminatórias

### Eliminatória 1
| Pos. | Raia | Nome                 | País          | Tempo   | Notas |
| ---- | ---- | -------------------- | ------------- | ------- | ----- |
| 1    | 2    | Cristian Quintero    | VEN Venezuela | 3:54.91 | Q     |
| 2    | 4    | Allan Gabriel Castro | HON Honduras  | 4:08.62 |       |
| 3    | 5    | Jorge Masson         | ECU Equador   | 4:08.80 |       |
| 4    | 3    | Henk Lowe            | GUY Guiana    | 5:09.04 |       |

### Eliminatória 2
| Pos. | Raia | Nome               | País               | Tempo   | Notas |
| ---- | ---- | ------------------ | ------------------ | ------- | ----- |
| 1    | 5    | Chad Bobrosky      | CAN Canadá         | 3:55.51 | Q     |
| 2    | 6    | Ganesh Pedurand    | FRA França         | 4:01.02 |       |
| 3    | 7    | Thomas Stephens    | USA Estados Unidos | 4:02.11 |       |
| 4    | 3    | Stefan Sorak       | SRB Sérvia         | 4:03.37 |       |
| 5    | 2    | Sebastián Arispe   | PER Peru           | 4:06.82 |       |
| 6    | 1    | Amr Mohamed        | EGY Egito          | 4:10.50 |       |
| 7    | 4    | Fedy Hannachi      | TUN Tunísia        | 4:11.70 |       |
| 8    | 8    | Anton Sveinn McKee | ISL Islândia       | 4:12.80 |       |

### Eliminatória 3
| Pos. | Raia | Nome                   | País                   | Tempo   | Notas |
| ---- | ---- | ---------------------- | ---------------------- | ------- | ----- |
| 1    | 5    | Jeremy Bagshaw         | CAN Canadá             | 3:53.81 | Q     |
| 2    | 4    | Peter Bernek           | HUN Hungria            | 3:58.47 | Q     |
| 3    | 6    | Gustav Aberg Lejdstrom | SWE Suécia             | 4:01.03 |       |
| 4    | 3    | Victor Rodrigues       | BRA Brasil             | 4:01.56 |       |
| 5    | 2    | Yong En Clement Lim    | SIN Singapura          | 4:04.24 |       |
| 6    | 1    | Kevin Kar Meng Lim     | MAS Malásia            | 4:05.53 |       |
| 7    | 8    | Marko Blazhevski       | MKD Macedônia do Norte | 4:05.67 |       |
| 8    | 7    | Bertug Coskun          | TUR Turquia            | 4:05.76 |       |

### Eliminatória 4
| Pos. | Raia | Nome            | País              | Tempo   | Notas |
| ---- | ---- | --------------- | ----------------- | ------- | ----- |
| 1    | 4    | Dai Jun         | CHN China         | 3:56.63 | Q     |
| 2    | 5    | Balazs Zambo    | HUN Hungria       | 3:57.75 | Q     |
| 3    | 3    | Chad le Clos    | RSA África do Sul | 3:58.08 | Q     |
| 4    | 2    | Matt Stanley    | NZL Nova Zelândia | 3:58.45 | Q     |
| 5    | 1    | Justin James    | AUS Austrália     | 4:03.46 |       |
| 6    | 6    | Gustavo Santa   | POR Portugal      | 4:07.01 |       |
| 7    | 8    | Yaraslau Pronin | BLR Bielorrússia  | 4:07.90 |       |
| 8    | 7    | Pavol Jelenák   | SVK Eslováquia    | 4:09.98 |       |

## Final
| Pos.              | Raia | Nome              | País              | Tempo   | Notas |
| ----------------- | ---- | ----------------- | ----------------- | ------- | ----- |
| Medalha de ouro   | 6    | Dai Jun           | CHN China         | 3:50.91 |       |
| Medalha de prata  | 7    | Chad le Clos      | RSA África do Sul | 3:51.37 |       |
| Medalha de bronze | 5    | Cristian Quintero | VEN Venezuela     | 3:53.44 |       |
| 4                 | 3    | Chad Bobrosky     | CAN Canadá        | 3:54.43 |       |
| 5                 | 4    | Jeremy Bagshaw    | CAN Canadá        | 3:55.81 |       |
| 6                 | 2    | Balazs Zambo      | HUN Hungria       | 3:56.56 |       |
| 7                 | 1    | Matt Stanley      | NZL Nova Zelândia | 3:56.75 |       |
| 8                 | 8    | Peter Bernek      | HUN Hungria       | 3:56.77 |       |